# 小行星3503
小行星3503（3503 Brandt）是一颗绕太阳运转的小行星，为主小行星带小行星。该小行星于1981年3月1日发现。

## 轨道参数
小行星3503的轨道半长轴为2.6163981 UA，离心率为0.185。